# Swingfire

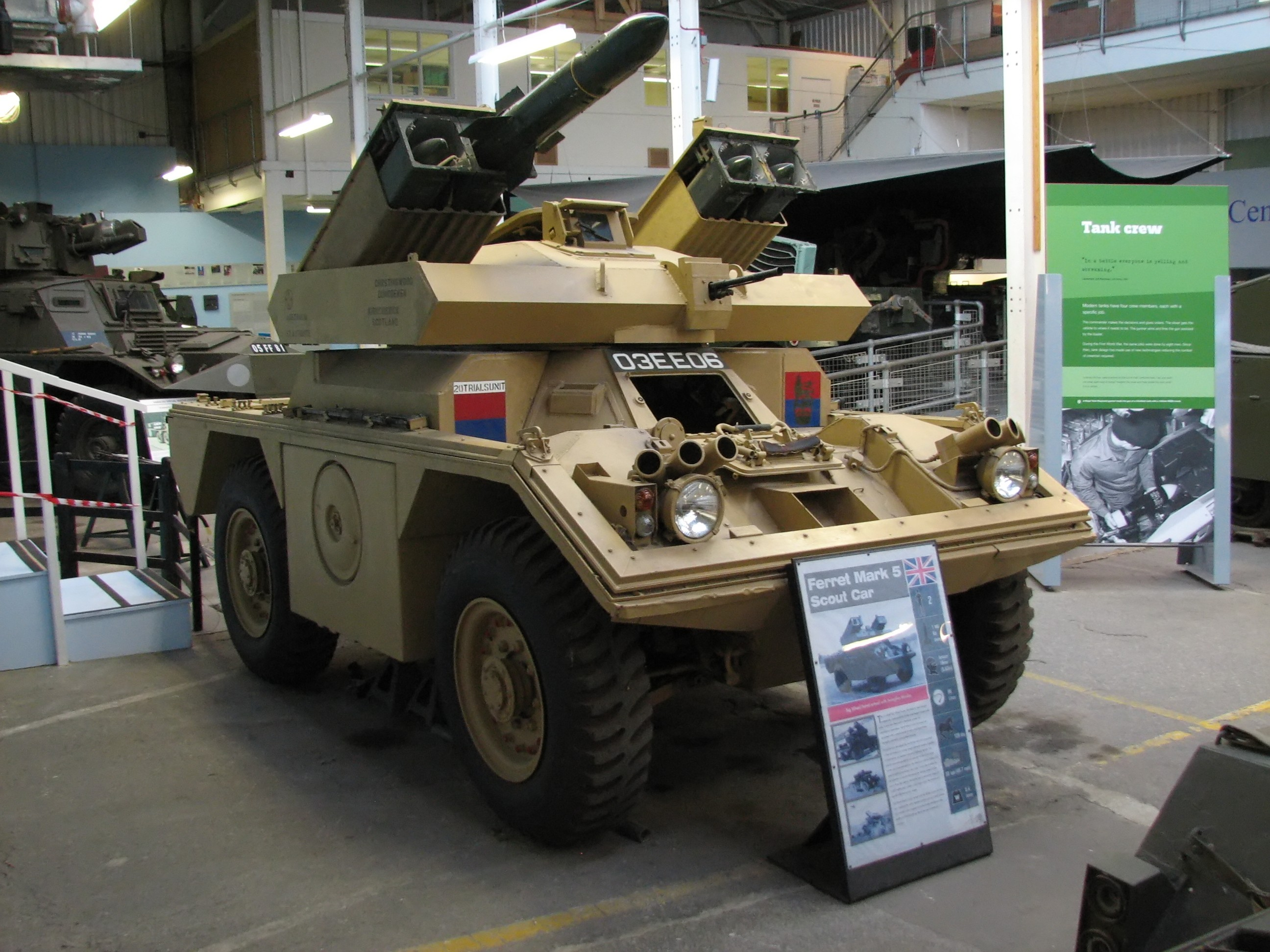
Daimler Ferret nesoucí střely Swingfire

Swingfire je britská protitanková řízená střela první generace s povelovým systémem dálkového navedení řízená prostřednictvím vodiče. Vyvinuta byla v 60. letech a vyráběna mezi lety 1966 až 1993; bylo vyrobeno 46 650 ks střel. Modernější verze využívají poloautomatickou naváděcí soustavu.
V roce 1969 byla přijata do výzbroje roku, ale objevily se problémy s její spolehlivostí. Pozdější modely mají vylepšený naváděcí a sledovací systém. Je určena pro mobilní obrněné jednotky a používána hlavně v mobilní verzi, kdy je namontovaná na vozidlech. V britské a belgické armádě tvoří výzbroj obrněných vozidel FV102 Striker. V Egyptě se licenčně vyrábí verze umistitelná na libovolné vozidlo, případně automobil Land Rover.
Pokud je ve výzbroji pěších jednotek, tvoří její obsluhu tři členové. Palbu lze vést i ze stanoviště vzdáleného až 100 m od odpalovacího zařízení, které je pak ovládáno dálkově pomocí přenosného řídícího pultu. 

## Technická data
- Délka střely: 1060 mm
- Průměr těla střely: 150 mm
- Hmotnost střely: ? kg
- Délka odpalovacího zařízení: 1100 mm
- Hmotnost odpalovacího zařízení: 27 kg
- Účinný dostřel: minimální 150 m, maximální 4000 m
- Typ bojové hlavice: HEAT
- Průbojnost pancéřování: cca 1000 mm